# توئنو
توئنو (به ایتالیایی: Tuenno) یک منطقهٔ مسکونی در ایتالیا است که در ترنتینو واقع شده‌است. توئنو ۷۰٫۷ کیلومتر مربع مساحت و ۲٬۲۹۱ نفر جمعیت دارد و ۶۳۰ متر بالاتر از سطح دریا واقع شده‌است.